# Læsø
Læsø is een eiland en gemeente in de Deense regio Nordjylland (Noord-Jutland) en telt 1793 inwoners (2017).

## Plaatsen in de gemeente
- Vesterø Havn
- Østerby Havn
- Byrum

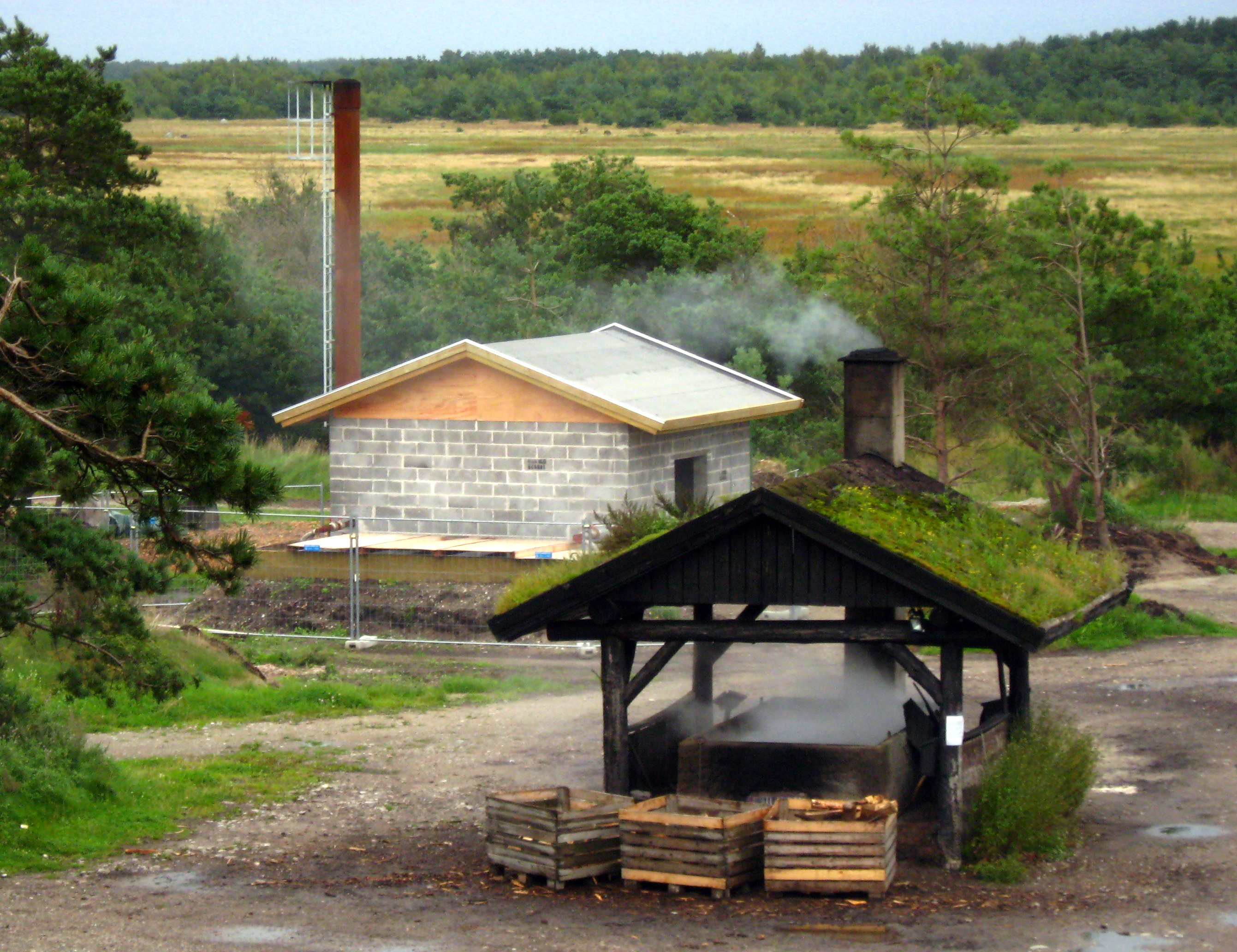
Zoutwinning
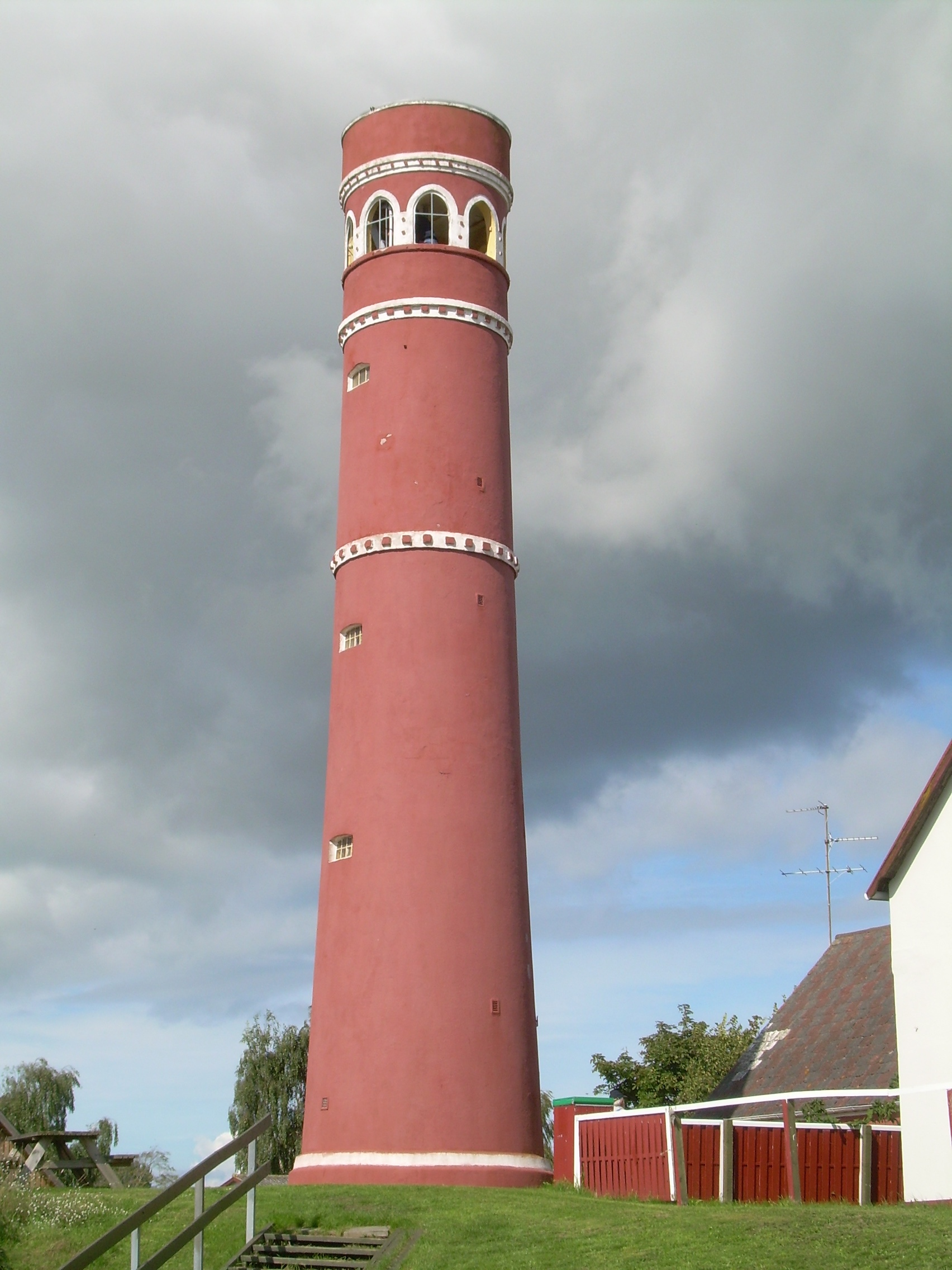
Læsøtårnet (Læsøtoren)
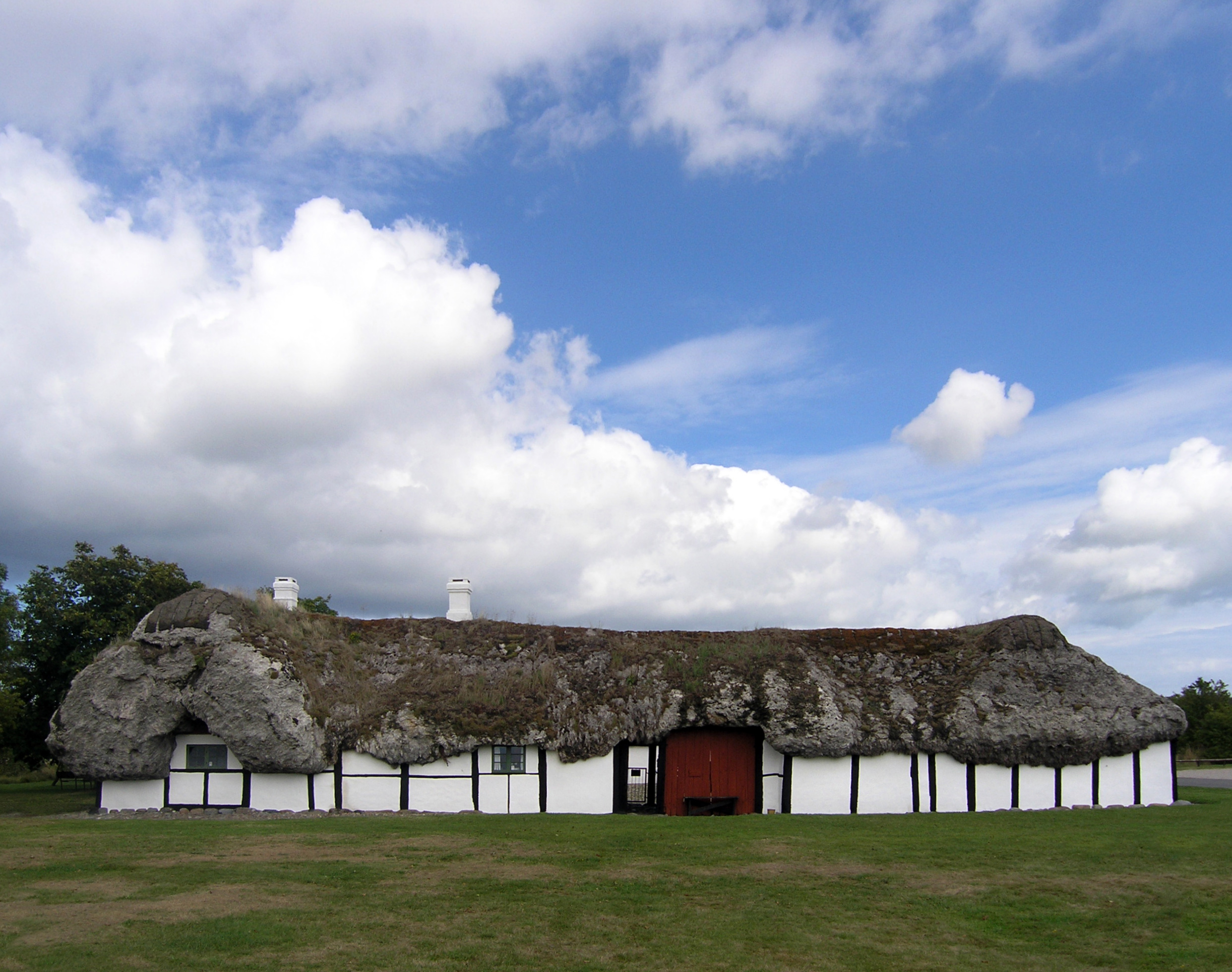
Huis met zeewierdak
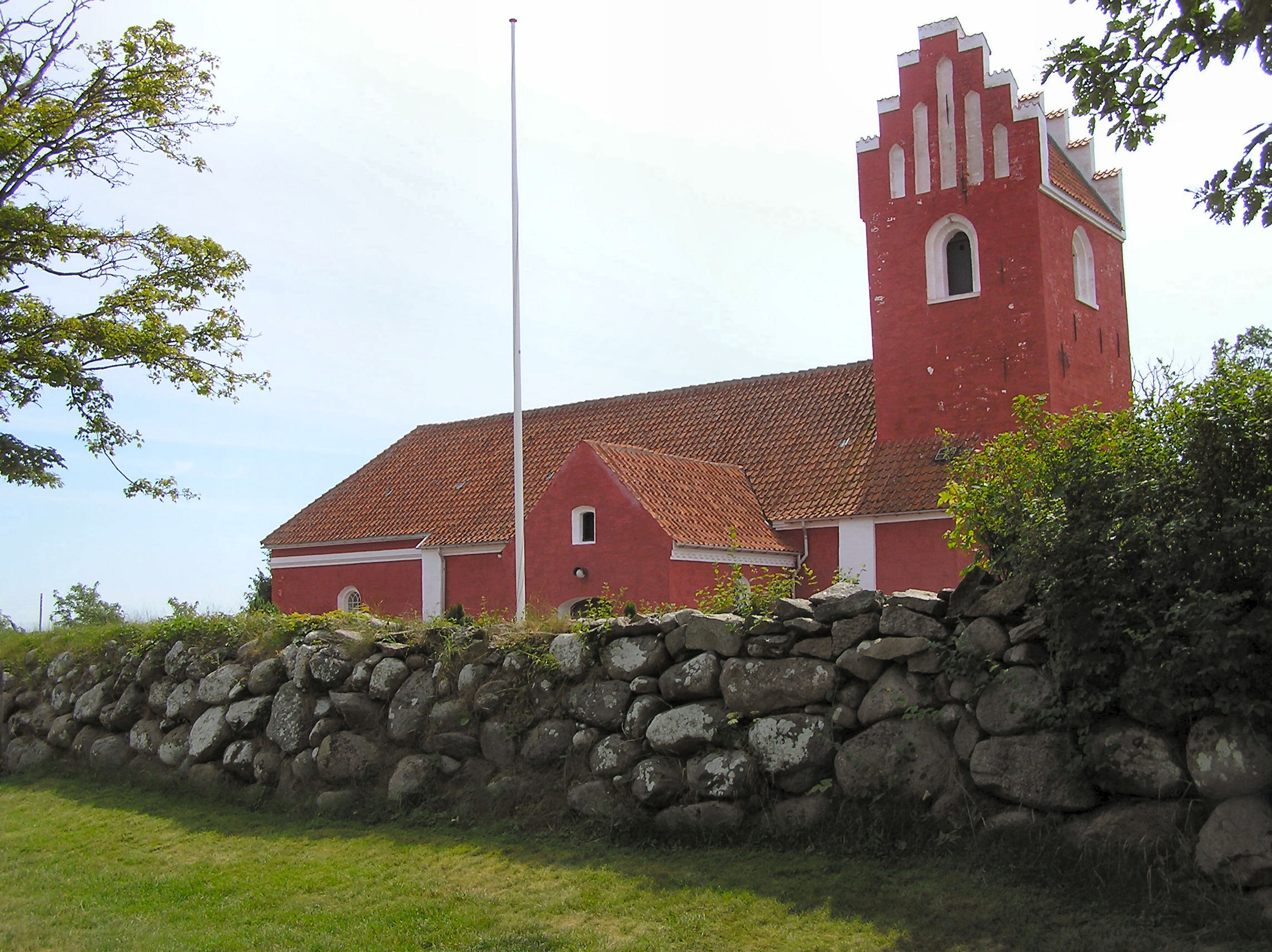
Kerk in Vesterø